# Akkerhaugen
Akkerhaug este o localitate din comuna Sauherad, provincia Telemark, Norvegia.